# Гістамін N-метилтрансфераза
Гістамін N-метилтрансфераза (HMT, HNMT, англ. Histamine N-methyltransferase) – білок, який кодується геном HNMT, розташованим у людей на довгому плечі 2-ї хромосоми. Довжина поліпептидного ланцюга білка становить 292 амінокислот, а молекулярна маса — 33 295. Гістамін N-метилтрансфераза — один із двох ферментів, що беруть участь у метаболізмі гістаміну, другим є диаміноксидаза. HNMT каталізує метилювання гістаміну (в присутності S-аденозилметіоніну (SAM)) з утворенням N-метилгістаміну. НМТ присутній у більшості тканин тіла, але не присутній в сироватці крові. Гістамін N-метилтрансфераза кодується одним геном, який був картований на хромосомі-2.
| 10         |  | 20         |  | 30         |  | 40         |  | 50         |
| ---------- |  | ---------- |  | ---------- |  | ---------- |  | ---------- |
| MASSMRSLFS |  | DHGKYVESFR |  | RFLNHSTEHQ |  | CMQEFMDKKL |  | PGIIGRIGDT |
| KSEIKILSIG |  | GGAGEIDLQI |  | LSKVQAQYPG |  | VCINNEVVEP |  | SAEQIAKYKE |
| LVAKTSNLEN |  | VKFAWHKETS |  | SEYQSRMLEK |  | KELQKWDFIH |  | MIQMLYYVKD |
| IPATLKFFHS |  | LLGTNAKMLI |  | IVVSGSSGWD |  | KLWKKYGSRF |  | PQDDLCQYIT |
| SDDLTQMLDN |  | LGLKYECYDL |  | LSTMDISDCF |  | IDGNENGDLL |  | WDFLTETCNF |
| NATAPPDLRA |  | ELGKDLQEPE |  | FSAKKEGKVL |  | FNNTLSFIVI |  | EA         |

A: Аланін

C: Цистеїн

D: Аспарагінова кислота

E: Глутамінова кислота

F: Фенілаланін

G: Гліцин

H: Гістидин

I: Ізолейцин

K: Лізин

L: Лейцин

M: Метіонін

N: Аспарагін

P: Пролін

Q: Глутамін

R: Аргінін

S: Серин

T: Треонін

V: Валін

W: Триптофан

## Функції
В ссавців гістамін метаболізується двома основними шляхами: N-метилювання за допомогою гістамін N-метилтрансферази та окислювальне дезамінування за допомогою диаміноксидази. Цей ген кодує перший фермент, який знаходиться в цитозолі та використовує S-аденозил-L-метіонін, як донор метильної групи. У головному мозку ссавців діяльність нейротрансміттера гістаміна контролюється N-метилюванням (диаміноксидаз в центральній нервовій системі не знайдене)